# Société Anonyme de Construction et des Ateliers de Willebroeck

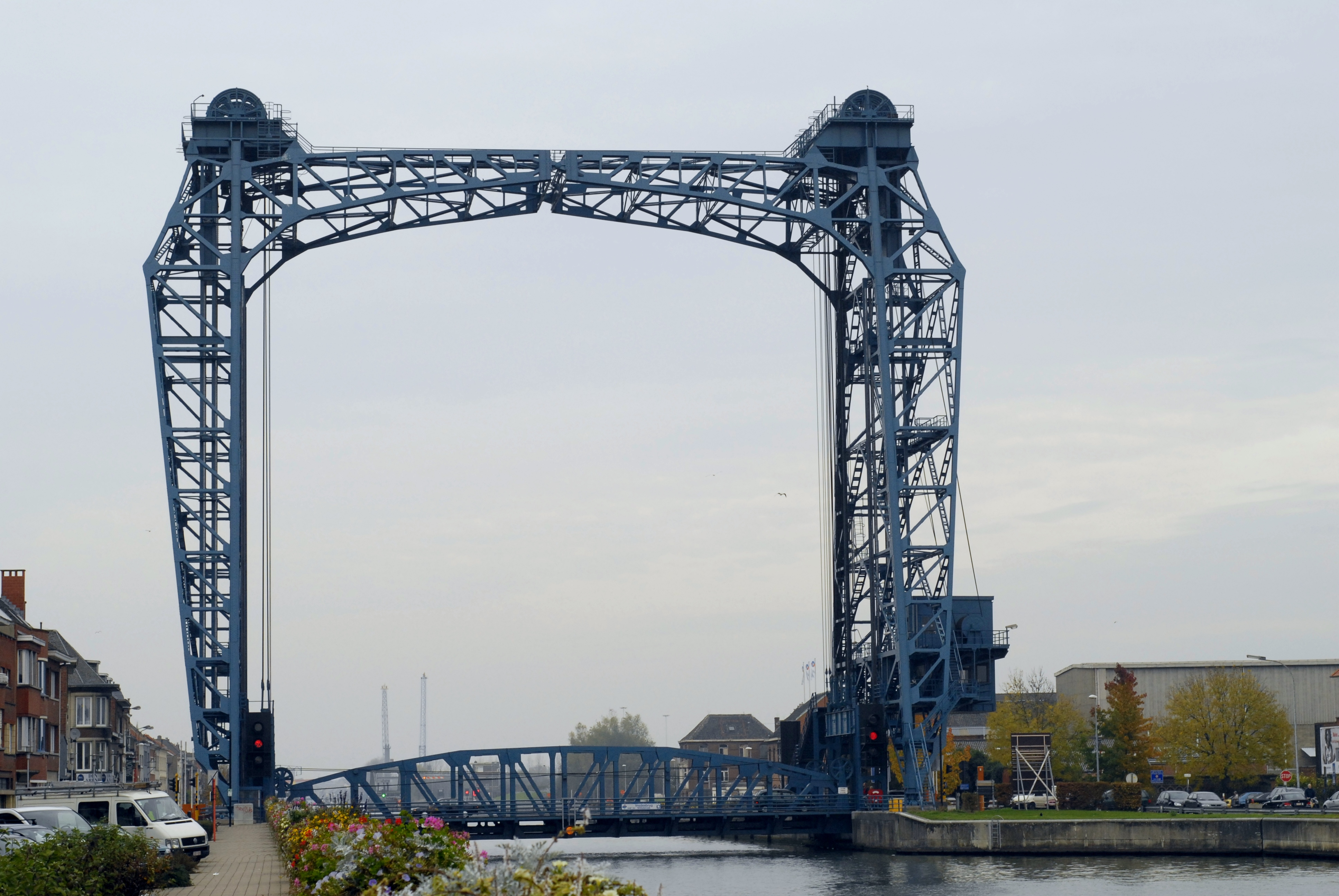
De Vredesbrug

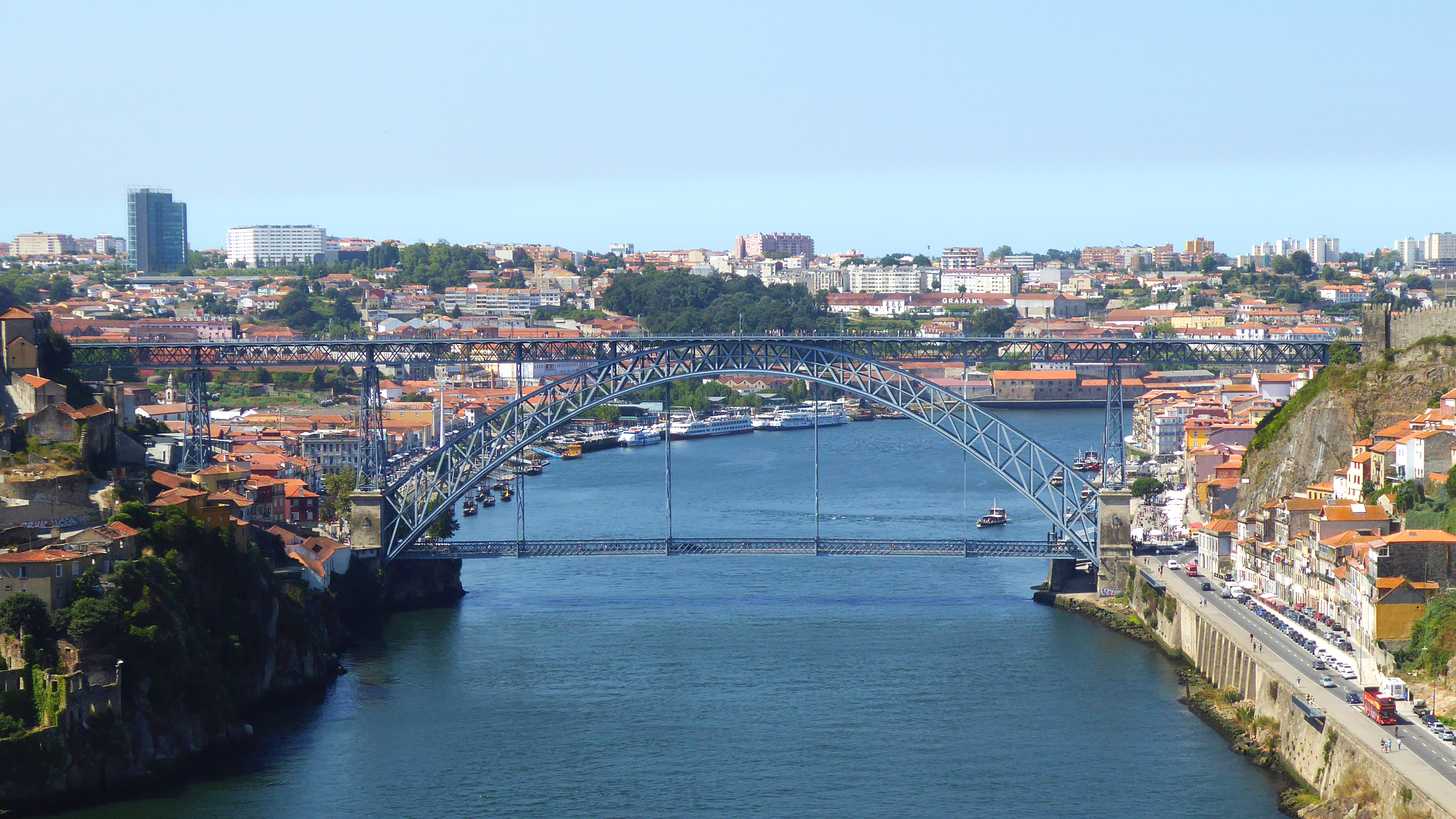
Luis I-brug

De Société Anonyme de Construction et des Ateliers de Willebroeck was een bedrijf in Willebroek, opgericht in 1875, dat ijzerconstructies maakte en stond daarom ter plaatse bekend als Den IJzeren. Het is opgericht in 1875 door Léopold Valentin (fr). Bekendste realisaties zijn de Luis I-brug (1881-1886) die het beeld van Porto bepaalt (ontwerp van Théophile Seyrig) en de Vredesbrug (1947-1952) in Willebroek zelf.